# Pępocin
Pępocin – wieś w Polsce położona w województwie wielkopolskim, w powiecie słupeckim, w gminie Słupca.
W 1945 roku we wsi znajdowało się 11 gospodarstw. 
W latach 1975–1998 miejscowość administracyjnie należała do województwa konińskiego.